# Vithakad manakin
Vithakad manakin (Corapipo leucorrhoa) är en fågel i familjen manakiner inom ordningen tättingar.

## Utbredning och systematik
Fågeln förekommer i förberg i västra Colombia och västra Venezuela. Den behandlas vanligen som monotypisk, det vill säga att den inte delas in i underarter. Vissa, som BirdLife International, inkluderar dock kragmanakinen (Corapipo altera) i arten.

## Status
IUCN kategoriserar arten som livskraftig, men inkluderar kragmanakinen i bedömningen.